# コンスタンティン・スミルノフ
コンスタンティン・ニコラエヴィチ・スミルノフ（Константин Николаевич Смирнов, Konstantin Nikolaevich Smirnov）は、ロシア帝国の陸軍軍人。日露戦争時、陸軍中将だった。

## 経歴
ミンスク出身の小貴族の家にオデッサで生まれ、ミハイロフスキー砲兵学校とニコライ参謀本部アカデミーを卒業した。戦術家として頭角を現し、1877年の露土戦争で武勲を上げ「七人の悪魔」の異名をとったという。1896年から1898年までオデッサ歩兵士官学校長を、1899年にはワルシャワ要塞の参謀長を歴任した。1900年、歩兵第2旅団を指揮するため極東に移った。
日露戦争が始まると、1904年5月3日、5万人以上の兵を擁する旅順要塞の司令官に任命された。1897年のロシアによる占領以来、旅順の防備は大強化されて近代化が進んでおり、世界で最も堅固な要塞の一つであると考えられていた。しかし前司令官であるアナトーリイ・ステッセリは命令を曲解し、スミルノフは自分の指揮下にあるとして旅順に居残り、スミルノフの命令を取り消したり軍需品や援軍の要求を拒否し、さらに皇帝ニコライ2世にスミルノフを讒言する電報を送ったりした。ステッセリは7月3日に駆逐艦で旅順を退去するようにというロシア満州軍総司令官アレクセイ・クロパトキンの命令も無視した。ステッセリの旅順防衛指揮は拙く、結局旅順はスミルノフ始め多くの将校に諮られることなく、ステッセリとその派閥のアレクサンドル・フォークによって1905年1月1日に日本軍に降伏した。

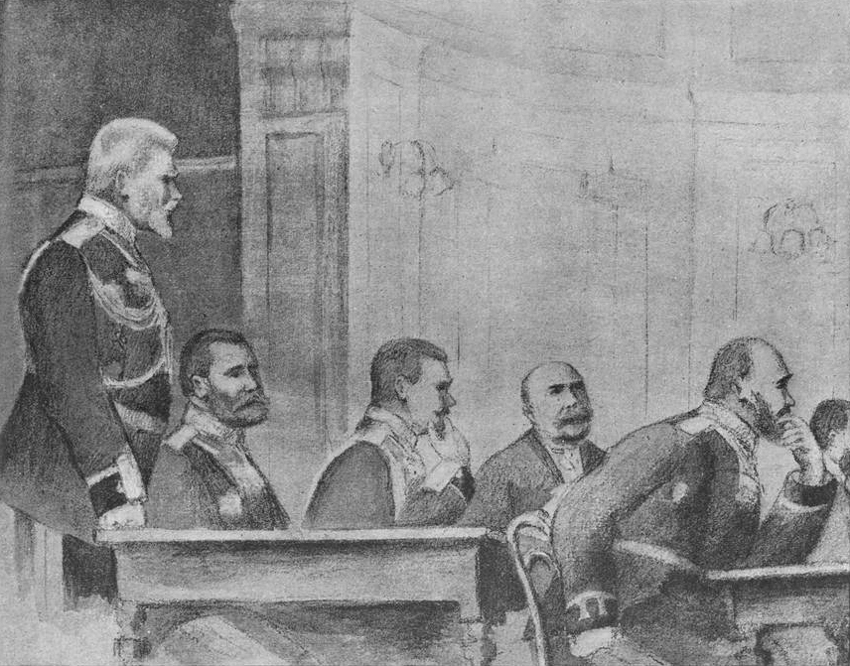
軍法会議におけるスミルノフ（左端）

終戦後、ステッセリやフォークらの臆病と職務怠慢を告発する非難文を発表した。また1908年2月7日に開かれた軍法会議では彼らを死刑にするように主張したが、結局懲役10年に減刑された。これらの言動によってフォークに恨まれて決闘を挑まれ、腹部を負傷した。
十月革命の後、ユーゴスラビアへ移住し、最後はセルビアのパンチェヴォにて肺炎で死去した。

## 栄典
- 聖スタニスラーフ勲章第1等級：1904年4月8日
- 聖アンナ勲章第1等級：1904年10月24日
- 聖ヴラディーミル勲章第2等級：1904年10月24日

## 注
1. ↑  柘植「コンスタンティン・スミルノフ陸軍中将」
2. 1 2 3  Kowner,  Historical Dictionary of the Russo-Japanese War, p. 359-360.